# 龍造寺政家
龍造寺政家（日语：／ Ryūzōji Masaie，1556年—1607年11月21日）是日本肥前國的戰國大名。父親是龍造寺隆信。龍造寺氏第20代當主。

## 生平
在弘治2年（1556年）出生，家中嫡男（『系圖纂要』）。在永祿4年（1561年）元服，受鄰近的強大勢力大友義鎮（宗麟）下賜偏諱（「鎮」字）而改名為鎮賢（『系圖纂要』）。後來改名為久家、政家。
天正6年（1578年），被父親讓予家督，不過只是形式上繼承家督，政治、軍事的實權仍然由隆信掌握。天正12年（1584年），有馬晴信背反龍造寺氏，於是被父親命令討伐有馬氏，不過因為妻子是有馬氏一族而相當消極，因此隆信親自前往討伐有馬，而在此時負責留守，在這次進攻有馬的結果，隆信在沖田畷之戰中戰死。
父親死後，雖然名實上都繼承龍造寺氏，不過因為本來病弱，加上欠缺作為戰國大名的才能，於是國政的實權被義理上的叔父兼重臣鍋島直茂掌握。而且面對因為隆信死去而乘勢進攻的島津氏侵攻，無計可施下向島津氏投降。
天正15年（1587年），有交誼的豐臣秀吉成功平定九州，此時成功保著肥前7郡32萬石（『系圖纂要』）。天正16年（1588年），被下賜羽柴和豐臣姓。
不過在天正15年（1590年）3月，因為秀吉的命令而把家督讓予嫡男高房並隱居，國政的實權正式被移讓給鍋島直茂。
慶長12年（1607年），發生兒子高房殺死妻子並自殺未遂的事件，最後死去。同年政家死去，因此作為大名的龍造寺宗家斷絕。

## 人物
被認為不只是病弱，在實際上亦欠缺作為武將的器量和才能，相關的逸話非常多。
- 在九州平定後，肥後爆發一揆，此時被秀吉命令鎮壓，政家向秀吉解釋「祈禱師說出陣後會很危險，神社的楠樹倒下了」（祈祷師が出陣すると危ないと言った。神社の楠の大木が倒れた），因此觸怒秀吉，卻還呆定著，不過此時重臣鍋島直茂強行令政家出陣，向秀吉表明必死的決心，於是沒有受到處罰。